# 顔役暁に死す
顔役暁に死す (かおやくあかつきにしす)は、日本のアクション映画。1961年公開。
原作は大藪春彦の「火制地帯」を池田一郎と小川英が脚色、「暗黒街の弾痕」の岡本喜八が監督したアクション映画。撮影監督は「慕情の人」の太田幸男。
「暗黒街」シリーズの派生作品に数えられることがある。

## ストーリー
アラスカの森林で伐採監督を務め、故郷の倉岡に5年ぶりに帰国した佐伯二郎は、半年前に倉岡市長だった父の大三が亡くなったことを知った。
家には後妻の久子がいた。警察を訪れた次郎は、幼馴染の細木警部から大三は市長の再選祝いのパレードで大通りの空きビルから狙撃され射殺されたと伝えられる。
倉岡市は今や東京から来た後藤組と地元の半田組との抗争で恐怖の街と化していたが、現市長の今村は無力さを嘆くばかりで暴力団に目をつぶっていた。
そして次郎の出現は、二派の対立をさらに煽った。後藤組は市長殺しの鍵を握る次郎を狙い、半田組は次郎をおとりにして後藤組を倒そうとする。
そして次郎には真犯人の指紋を売ると電話が入る。取引現場には、半田組幹部の西條、後藤組の殺し屋松井、警察官の関の3人がいた。松井はルガーで脅したが次郎は屈しない。
次郎は父を殺したウィンチェスター銃の持ち主という滝川淑子と出会った。淑子の父親こそが銃の持ち主だったが、淑子の恋人仲田が銃を盗み出し、数か月前に事故死したと知る。
次郎は淑子の働く後藤組の本拠地となっているキャバレー「カスパ」に乗り込んだ。淑子は「カスパ」の持ち主は久子だと教えた。市長の妻と暗黒街のボスとの奇妙なつながりに疑問を抱く次郎は後藤に近づくが、悪徳刑事の根本に邪魔されて松井に引き渡されてしまった。

次郎は逆に松井をノスが、そこで最初の電話の相手が関であることに気づく。急いで彼のところに行くが、関は次郎に証拠の薬莢を残して半田組に殺されていた。そして次郎にも殺し屋の魔の手が迫り、彼は西条の車のトランクに身を隠す。
西条の車は佐伯邸へ向かう。次郎は久子が父親の遺産を狙って今度は自分の命を狙っていること、そして今や後藤を裏切って西条に寝返ろうとしていることを知る。
次郎は薬莢を細木警部に手渡した。細木は松井があの空きビルにいたことを明かした。しかしその直後、悪事をバラされた根本刑事は細木を襲い、薬莢を奪い、次郎に罪を被せた。そしてその根本も半田組によって殺され、薬莢は半田組の手に渡った。
次郎は半田に真犯人の名前と薬莢を交換するように申し出た。半田はこの機会に、後藤組を倒すために次郎と薬莢をおとりに後藤組をおびき寄せる。
深夜の遊園地で突如として起こる銃撃戦。後藤は逃げたが、半田、西条、松井は倒れた。しかし、いつしか次郎に好意を抱いた松井は、死に際に事件の真相を語った。松井が後藤の命令で大三を狙うべく空きビルに忍び込んだとき、彼の前に目的を果たした別の男がいた。後藤も殺され、倉岡市の暴力団は壊滅した。しかし市長を殺した真犯人はまだ生きている。次郎の目は憤然と輝いていた。

## スタッフ
- 監督：岡本喜八
- 脚本：池田一朗、小川英
- 原作：大藪春彦「火制地帯」
- 製作： 田中友幸、三輪礼二
- 撮影：太田幸男
- 美術：村木忍
- 音楽：池野成
- 録音：渡会伸
- 編集：黒岩義民
- 照明：山口偉治
- スチル：吉崎松雄

## キャスト
- 佐伯次郎：加山雄三
- 佐伯久子：島崎雪子
- 滝川淑子：水野久美
- 松井：中谷一郎
- 今村竜一郎：柳永二郎
- 後藤：平田昭彦
- 半田隆太郎：田中邦衛
- 細木警部：田崎潤
- 西条：中丸忠雄
- 竜：八色賢典
- 土屋：宮部昭夫
- 矢坂：橋爪秀雄
- 根本刑事：堺左千夫
- 関：山本廉
- 金田：滝恵一
- 滝川：村上冬樹
- 三次：砂塚秀夫
- 池野：岩本弘司
- 岡田：辰巳敏久
- 宮島：大村千吉
- 佐野：ミッキー・カーチス
- 森：新藤良
- 健（後藤の子分）： 久木念
- 佐伯大三：林幹
- 宮本警部補：井川比佐志
- ホテルのボーイ：西條康彦

※ノンクレジット出演者
- 憲兵：岡豊
- 倉岡署の警官：小川安三、宇留木康二、今井和雄、加藤茂雄
- カジノバーの客：吉頂寺晃
- 半田組の子分：山田彰、佐藤功一
- バーテンダー：橘正晃
- 刑事：古田俊彦